# Carmen Zacatal
Carmen Zacatal är en ort i Mexiko.   Den ligger i kommunen Jitotol och delstaten Chiapas, i den sydöstra delen av landet, 700 km öster om huvudstaden Mexico City. Carmen Zacatal ligger 1 628 meter över havet och antalet invånare är 2 579.
Terrängen runt Carmen Zacatal är huvudsakligen kuperad, men norrut är den bergig. Terrängen runt Carmen Zacatal sluttar österut. Runt Carmen Zacatal är det ganska tätbefolkat, med 86 invånare per kvadratkilometer. Närmaste större samhälle är Simojovel de Allende, 11,4 km nordost om Carmen Zacatal. I omgivningarna runt Carmen Zacatal växer i huvudsak städsegrön lövskog.